# Sisyrnodytes brevis
Sisyrnodytes brevis är en tvåvingeart som först beskrevs av Macquart 1838.  Sisyrnodytes brevis ingår i släktet Sisyrnodytes och familjen rovflugor. Inga underarter finns listade i Catalogue of Life.